# Horacio Armani
Horacio Armani (* 30. September 1925 in Trenel (La Pampa); † 31. Mai 2013 in Buenos Aires) war ein argentinischer Journalist und Lyriker.

## Leben und Karriere
Als Journalist schrieb Armani u. a. für Zeitungen und Zeitschriften „La Nación“, „El Hogar“ und „Continente“. Dabei machte er die Bekanntschaft von Silvina Bullrich und Fermín Estrella Gutiérrez, mit denen es aber zu keinerlei Zusammenarbeit kam. 
Bereits die ersten Veröffentlichungen seines literarischen Schaffens wurden von den Lesern hochgelobt und von Literaturkritikern wie Alfonso Reyes oder Ezequiel Martínez Estrada wohlwollend besprochen. 
Armani war Mitglied der Academia Argentina de Letras.

## Werke (Auswahl)
als Autor
- Conocimiento de la alegría. 1955.
- Esta luz donde habitas. 1948.
- La musíca extremada. 1952.
- Para vivir, para morir. 1970.
- Poesía imminento. 1968.
- Primer libro de poemas. 1946.
- La vida de síempre. 1958.

als Übersetzer
- Antología poesía italiana contemporánea. Litoral, Torremolinos 1994, ISBN 92-3-303045-8